# Бадарош
Бадарош (на гръцки: Μπανταρός, Μπαταρός) е връх в планината Грамос (Грамоща), висок 2036 m. Разположен е западно от бившето село Фуша (Фусия). През върха минава границата между Албания и Гърция – гранична пирамида № 1. Южно от Бадарош е проходът Порта Осман, който свързва долината на Стара река на север с тази на Баруга на юг, а на югозапад от върха е проходът Казан.